# Egri János (zenész)
Egri János (Budapest, 1966. február 7. –) magyar jazz zenész, nagybőgős és basszusgitáros.

## Biográfia
Zenész családban született. Tizenhét éves kora óta aktív színpadi muzsikus és jelenleg az egyik legkeresettebb jazz-bőgős és basszusgitáros Magyarországon.
Elsősorban egy modern mainstream bőgős, ugyanakkor nyitott és kreatív zenész, aki az évek során részt vett számos crossover és world music projektben, illetve basszusgitárosként rendszeresen fellép neves popzenekarokkal is. Szinte minden neves magyar jazzmuzsikussal játszott együtt, többek közt Szakcsi Lakatos Bélával, Babos Gyulával, Snétberger Ferenccel, Tony Lakatossal vagy Dresch Mihállyal. A popzenében leggyakrabban Horváth Charlie-val, az etno jazz világában pedig David Yengibarjannal koncertezik. Megalakulása óta állandó tagja a Trio Midnight együttesnek és gyakori résztvevője Oláh Kálmán más formációinak is. 1996-ban megalapította első önálló együttesét, az Egri János Groupot.
Eddig három saját lemezt jelentetett meg: Moods (1998), ahol János virtuóz basszusgitár játékát csillantotta meg, míg a Soft Waves (2000) című lemeze a lírai hangvételű, akusztikus kamaramuzsika iránti vonzalmát bizonyítja. 2010-ben közös jazzalbumot készített fiával és a triójával az EMI kiadó gondozásában Voice & Bass címen.
Világhírű muzsikusok, akikkel együtt játszott: Frank Zappa, James Moody, Tony Scott, Steve Grossman, Tim Ries, Ernie Watts, Stephane Belmondo, Paolo Fresu, Joe Lovano, Philip Catrine, Pat Metheny, Jack DeJohnette, Lee Konitz, Hal Galper és sokan mások...

## Díjai
- Magyar Köztársasági Arany Érdemkereszt (2009)

## Albumok

### Moods
1. Chaos
2. In Memoriam Miles
3. Suvretta
4. Song For My Son
5. Móci
6. Pinocchio
7. Moody Blues
8. Magic
9. Eighty-One
10. Travel With Me

### Soft Waves
1. Soft Waves
2. Walz For My Wife
3. Móci Blues
4. Felling
5. Del Sasser
6. J. E. - Remember For My Father
7. Laverne Walk
8. Little Johnny